# Barbones
Barbones ist eine Ortschaft und eine Parroquia rural („ländliches Kirchspiel“) im Kanton El Guabo der ecuadorianischen Provinz El Oro. Die Parroquia besitzt eine Fläche von 60,85 km². Die Einwohnerzahl lag im Jahr 2010 bei 5707.

## Lage
Die Parroquia Barbones liegt an der Pazifikküste im Südwesten von Ecuador. Der Río Jubones Antigua begrenzt das Verwaltungsgebiet im Osten und im Nordosten. Der 8 m hoch gelegene Hauptort Barbones befindet sich 6 km nordnordwestlich des Kantonshauptortes El Guabo. Die Fernstraße E587 (El Guabo–Tendales) führt an Barbones vorbei. 
Die Parroquia Barbones grenzt im Südwesten, im Süden und im Südosten an die Parroquia El Guabo sowie im Nordosten und im Norden an die Parroquia Tendales.

## Orte und Siedlungen
Neben dem Hauptort Barbones gibt es in der Parroquia noch folgende Barrios:
- 12 de Julio
- 5 de Junio
- Avenida 6 de Agosto
- Brisas Barboneñas
- Buenos Aires
- Kuwaith
- La Villa
- Los Ángeles
- Mariscal Sucre
- Samuel Quimi

sowie folgende Sitios:
- Chalacal
- Flor Amarilla
- La Raquel
- Sabalucal
- Valeriano

## Geschichte
Barbones war ursprünglich ein Caserío im Kanton Machala. Am 15. Juli 1950 wurde schließlich die Parroquia Barbones im Registro Oficial N° 566 offiziell verkündet und damit gegründet.